# Budynek Oddziału 1 PKO BP w Poznaniu

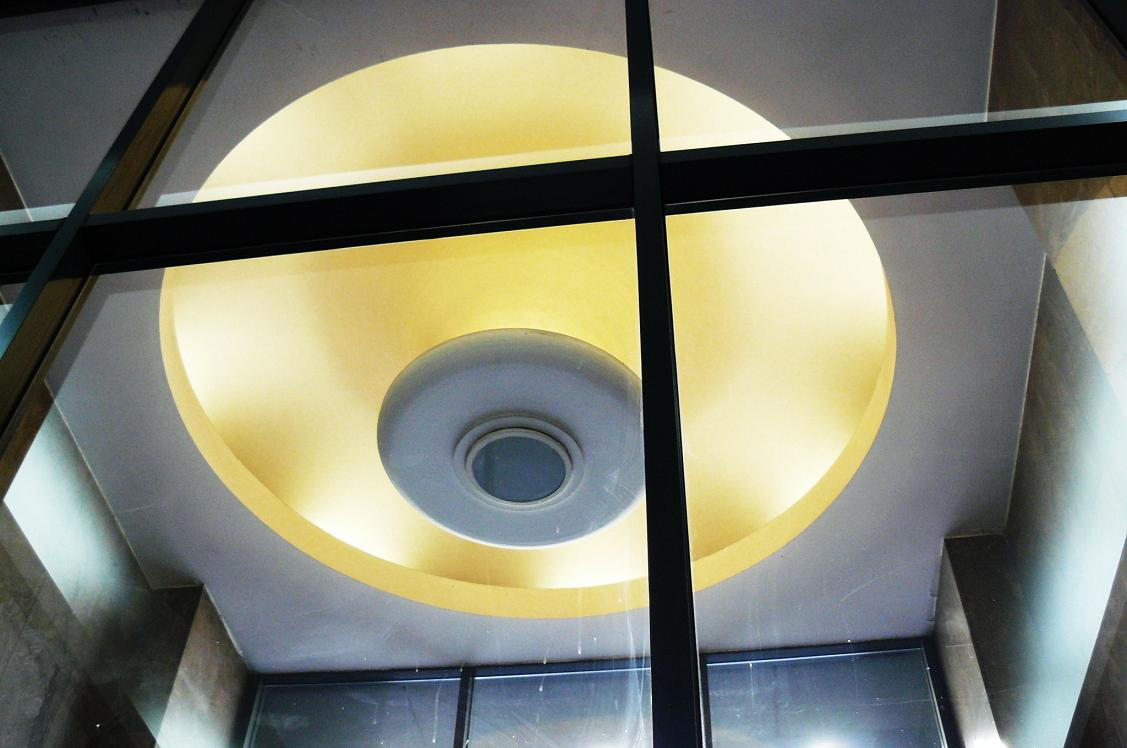
Detal wyposażenia wnętrza – oświetlenie

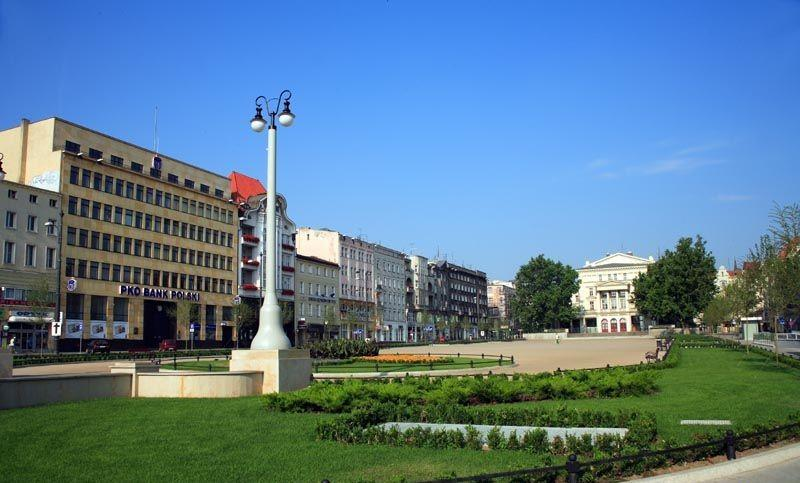
Budynek Oddziału 1 PKO BP – pierwszy z lewej

Budynek Oddziału 1 PKO BP w Poznaniu – modernistyczny budynek banku PKO BP w Poznaniu, wybudowany w 1937, według projektu Jadwigi Dobrzyńskiej i Zygmunta Łobody. Obiekt stanowi bardzo dobry przykład międzywojennej, modernistycznej architektury bankowej.

## Historia
Od 1 lutego 1921 siedzibą Pocztowej Kasy Oszczędności w Poznaniu były gmachy pocztowe: przy ulicy 23 Lutego i przy Dworcu Zachodnim. Pierwszym dyrektorem był Karol Bieńkowski (40 lat). W 1922 powstał budynek przy ul. Dąbrowskiego 6. 1 grudnia 1931 otwarto ekspozyturę przy Placu Wolności 2, która, z uwagi na duże zainteresowanie klientów, wymagała rozbudowy. Konieczne stało się postawienie budynku bankowego z prawdziwego zdarzenia, który mógł sprostać rozwijającemu się rynkowi bankowemu, po Wielkim kryzysie. Po wykupieniu i zburzeniu starej kamienicy czynszowej na sąsiedniej parceli (Plac Wolności 3) rozpisano ogólnopolski konkurs architektoniczny na nowy gmach. W konkursie tym zwyciężyli warszawscy architekci – Jadwiga Dobrzyńska i Zygmunt Łoboda, proponując awangardowy projekt w duchu modnego wówczas wczesnego modernizmu. Budynek miał być zwieńczony kilkunastopiętrowym wieżowcem. Idea ta nie znalazła jednak zwolenników w zarządzie miasta oraz została oprotestowana przez architekta miejskiego – Władysława Czarneckiego. Chodziło o ustaloną dla Placu Wolności linię zabudowy – 5 pięter i 17,5 metra wysokości. Ostatecznie siedzibę banku przeprojektowano i dostosowano do wymogów lokalnej zabudowy. Czarnecki zgodził się jedynie na dodatkową kondygnację, zamiast spadzistego dachu, sprzecznego z ideami modernistycznymi. Propozycję rozwiązania tego projektu poprzez budowę wieżowca przedstawili także laureaci drugiej nagrody w konkursie – Zbigniew Puget i Juliusz Żórawski.
Budowę siedziby banku rozpoczęto w 1935, a ukończono 9 maja 1937. Wykonawcą był Edmund Rychlicki. W uroczystości otwarcia udział wzięli m.in. wicepremier i minister skarbu Eugeniusz Kwiatkowski, arcybiskup Walenty Dymek prezes Pocztowej Kasy Oszczędności Henryk Gruber, generałowie Edmund Knoll-Kownacki i Franciszek Wład oraz profesor Edward Taylor. Mieszkańcy Poznania także masowo zjawili się na uroczystości. Był to najnowocześniejszy i największy podówczas budynek bankowy w Polsce – dwukrotnie obszerniejszy od budowanej równolegle siedziby w Wilnie. Koszt realizacji zamknął się kwotą 2,5 miliona ówczesnych złotych i o 30% przekroczył zaplanowany budżet.
Początkowo gmach nie był w pełni wykorzystywany – część podnajmowano m.in. na Konserwatorium Muzyczne. W czasie II wojny światowej okupanci urządzili w obiekcie główny urząd pocztowy i dyrekcję poczty. 17 lutego 1945 rozpoczął tu działalność drugi, po wyparciu Niemców z miasta, urząd pocztowy w Poznaniu. Z czasem, w miarę rozwoju banku, cały obiekt użytkowany był już na cele bankowe.

## Architektura

### Budynek
Gmach PKO BP przy Placu Wolności w Poznaniu był jednym z najbardziej imponujących obiektów bankowych w Polsce międzywojennej, a także w dniu dzisiejszym stanowi doskonały przykład wczesnomodernistycznej wizji dużego oddziału banku. Aleksandra Robakowska i Jarosław Trybuś uważają, że gmach PKO był bodaj najbardziej nowoczesny z gmachów poznańskiego międzywojnia. W spokojnej kolorystyce dominuje biel i marmur, a oświetlenie generowane jest przede wszystkim przez ukryte punkty świetlne. Wysoka sala operacyjna nakryta jest świetlikiem i wsparta na dużych filarach. Detal ograniczono do minimum – przejawia się w geometrycznym opracowaniu posadzek, czy żłobkowaniu niektórych filarów. Architektura obiektu epatuje dostojnością i powagą, przy zastosowaniu skromnych rozwiązań formalnych. Również fasada jest spokojna, obłożona płytami piaskowca, z monumentalną strefą wejściową, akcentującą powagę miejsca.

### Kamieniarka
Jako że Prusacy nie używali w budynkach reprezentacyjnych kamienia z terenów etnicznie polskich, to autorzy projektu banku uważali za słuszne użyć do jego wystroju tylko i wyłącznie takiego, polskiego budulca. Cokół obiektu, do wysokości okien, oblicowany został wołyńskim (okolice Klesowa lub Osmalina) granitem biotytowym koloru brązowo-różowo-szarego. Z polerowanych elementów granitowych wykonane zostały ościeże wejścia głównego, ściany wiatrołapu i stopnie wejściowe. Elewację od parteru do szóstego piętra i niektóre inne płaszczyzny oblicowano drobnoziarnistym piaskowcem wczesnotriasowym barwy szarożółtej i kremowej (kamieniołom w Dołach Biskupich). Przedsionek i ścianę przy zejściu do piwnic oblicowano szarym, dewońskim wapieniem „Barwinek” (Góra Cmentarna w Kielcach). Hol wejściowy jest wyłożono szaro-różowym wapieniem „Zelejowa” (z okolic Chęcin). W obrębie sali operacyjnej użyto środkowodewońskich wapieni płytowych, prawie czarnych, użylonych białym kalcytem, z Zagórza (obecna dzielnica Kielc). Główna klatka schodowa ozdobiona została czterema rodzajami wapienia: „bolechowickim” (wapień dewoński – balustrady, podstopnice, obłożenie ścian), „Morawica” (wapień jurajski z Morawicy i Woli Morawickiej – podesty i stopnice), „Zelejowa” i „Dębnik” (czarny wapień dębnicki – poręcze, listwy oraz cokoliki przypodłogowe na sali operacyjnej). W 1996 zastąpiono zniszczoną „Zelejową” przy windach wapieniami bolechowickimi. W 1991 przeprowadzono niewielkie prace kamieniarskie w piwnicach z użyciem tureckiego marmuru „Seyitgazi” (200 km na zachód od Ankary). Od 1996 do 1998 prowadzone były dalsze prace według projektu prof. Henryka Regimowicza. Zastosowano wówczas szary granit strzeblowski i czarny gabronoryt z Gorbulewska (Ukraina, na północ od Żytomierza). W 1998 wykonano nową posadzkę we wschodniej sali kasowej oraz w głównym holu kasowym – wykorzystano wtedy biało-szare granity strzegomskie oraz gabra z Zimbabwe (Chitwzguinza).
Reasumując: wystrój kamieniarski budynku ma charakter pamiątki geologicznej. Kamieniołomy, z których pozyskiwano materiały są obecnie albo nieczynne (Barwinek, Morawica, Zelejowa, Zagórze, Doły Biskupie), albo ich eksploatacja jest bardzo ograniczona (Dębnik, Bolechowice, Wola Morawicka).

### Zabytek
Budynek wpisany jest do rejestru zabytków. Kolejne modernizacje nie spowodowały zatarcia cech stylowych – obiekt eksploatowany jest zgodnie z pierwotnym założeniem przez PKO BP. Oddział 1 w Poznaniu należy do czołówki krajowej, a przez wiele lat uchodził za największy oddział tego banku w Polsce.

## Położenie
Budynek 1 Oddziału PKO BP położony jest w samym centrum Poznania, przy Placu Wolności – dojazd tramwajami MPK Poznań do przystanku Plac Wolności (linie 2, 5, 9, 13, 16).